# Nyugat-szibériai Gazdasági Körzet

A Nyugat-szibériai Gazdasági Körzet fekvése

A Nyugat-szibériai Gazdasági Körzet (orosz nyelven: Западно-Сибирский экономический район, Zapadno-Szibirszkij ekonomicseszkij rajon), Oroszország 11 gazdasági körzetének egyike.
Oroszország területének 14%-ára terjed ki, itt él az ország népességének 10%-a. Az Oroszországi Föderáció alábbi szubjektumai alkotják:
1. Altaj köztársaság
2. Altaji határterület
3. Kemerovói terület
4. Novoszibirszki terület
5. Omszki terület
6. Tomszki terület
7. Tyumenyi terület
8. Hanti- és Manysiföld
9. Jamali Nyenyecföld

## Vázlatos jellemzése
Nyugat-Szibéria az Urál-hegységtől keletre a Jenyiszej folyóig, észak-déli irányban pedig  csaknem 3000 km hosszan terül el. Északi fele a tundra és az erdős tundra övbe, de zömmel a tajgaövbe tartozik és rendkívül mocsaras; déli részét főként erdős sztyepp és sztyepp uralja, de a körzethez tartozik az Altaj-hegység is.
A Föld legnagyobb ismert földgázkészlete a Nyugat-szibériai-síkság területén (zömmel annak északi részén) összpontosul. Oroszország földgáz készleteinek 80%-a, kőolaj készleteinek 70%-a Nyugat-Szibériában található. A 21. század első éveiben az országban kitermelt összes földgáz 90%-a, az összes kőolaj több mint 60%-a, az összes szén közel 40%-a a Nyugat-szibériai Gazdasági Körzetből származott. A legnagyobb szénhidrogénmezők északon a Taz, a Pur és a Nadim folyók alsó szakaszának környékén, illetve az Ob középső szakaszán (Szurgut, Szamotlor) találhatók.
A körzet iparának döntő részét az energiahordozók kitermelése és feldolgozása adja. A kőolaj- és földgázvagyonra alapozva a körzetben fejlett vegyipar jött létre. Kőolaj-finomítók és azokra alapozott vegyiüzemek épültek az Ob középső folyása mentén, Omszkban, Tomszkban, Tobolszkban, Acsinszkban. A szénfeldolgozó vegyipar központja Kemerovo. A körzetben hagyományos szódagyártás alapanyagát a Kulunda-sztyepp sós tavaiból nyerik, ahol konyhasó, bróm- és magnéziumsó is bőven található.
Novokuznyeck és környéke az ország egyik legjelentősebb nehézipari központja, a városban két teljes ciklusú vaskohászati kombinát épült, lemezhengermű, csőgyár üzemel. Az alapanyagot a Kuznyecki-medence szénbányászata, illetve a Soria-hegyvidék és a szomszédos körzetből az Angara–Ilimi-medence és Hakaszföld vasérce szolgáltatja.
A Szalair hegyvonulat bányászott színesfémércet Belovo város cinkkohászata dolgozza fel, Novoszibirszkben ónkohászati üzem van. A nehézipari gépgyártás központjai a nagyvárosok: Novoszibirszk, Novokuznyeck, Kemerovo, Omszk, Tomszk, Tyumeny, Barnaul, Bijszk, stb.
Mezőgazdasági művelés alá vont földek csak a Nyugat-szibériai-síkság mocsárvilágától délre találhatók. Az északi tundrán a mezőgazdaság vezető ága a rénszarvastenyésztés, ősi foglalkozás a halászat és a vadászat. A síkság déli területein és az Altaj előterében meghatározó ágazat a gabonafélék termesztése, a sztyepp övezetében a búzatermesztés. Az Altaj melegebb alföldi részein cukorrépát, napraforgót is termelnek. A szántóföldi takarmánynövények mellett a folyók ártérének kaszálói jelentik az állattenyésztés takarmánybázisát, a magashegyi legelőkön pedig a pásztorkodásnak, a juhtenyésztésnek van nagy hagyománya. A körzet művelés alá vont déli területei egész Szibéria „éléskamrájának” számítanak.

## Lásd még
- Oroszország közigazgatási beosztása